# فرودگاه کائچون
فرودگاه کائچون (به انگلیسی: Kaechon Airport) یک فرودگاه نظامی است . این فرودگاه در کشور کره شمالی قرار دارد و در ارتفاع ۱۰ متری از سطح دریا واقع شده است.